# Château de Moritzburg
Le château de Moritzburg (Jagdschloss Moritzburg) est l'un des châteaux les plus imposants de Saxe. Il se trouve à Moritzburg, près de Dresde et a été reconstruit par le prince-électeur et roi de Pologne Frédéric-Auguste Ier de Saxe. Le château possède quatre tours rondes et est situé sur une île symétrique au milieu d'un lac artificiel. Il porte le nom du duc Moritz de Saxe, qui possédait un pavillon de chasse construit à cet endroit entre 1542 et 1546. Les forêts et lacs entourant le château constituaient un lieu de chasse privilégié pour les princes électeurs et rois de Saxe.

## Histoire

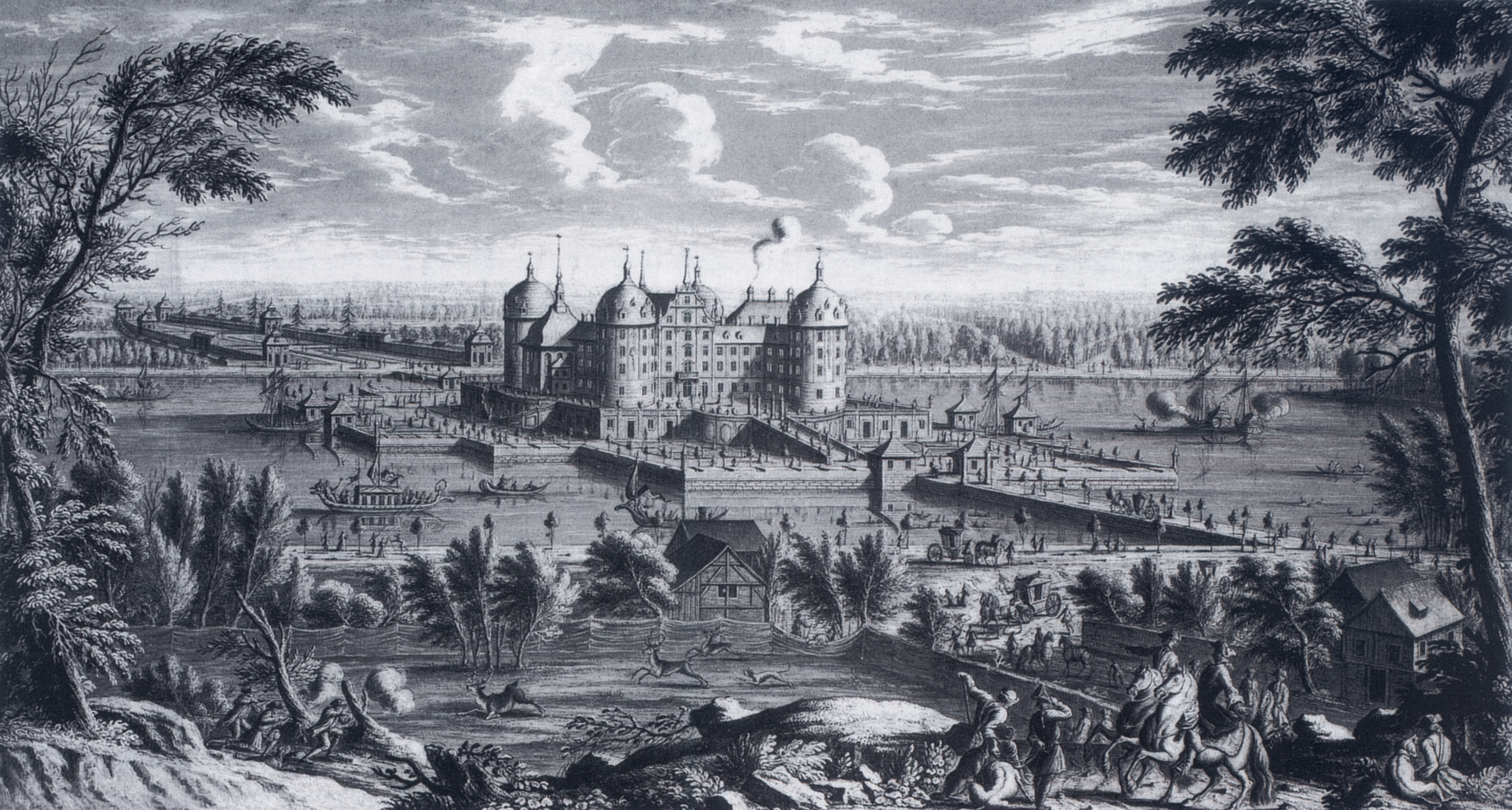
Vue du château en 1733 par Johann Caspar Ulinger.

Le duc Maurice de Saxe se fait construire un pavillon de chasse Renaissance entre 1542 et 1546. Le prince Jean-Georges II de Saxe y adjoint une chapelle, construite par Klengel (de) entre 1661 et 1672, qui agrandit aussi le château. En 1697 Auguste le Fort embrasse le catholicisme et devient roi de Pologne. La chapelle sert à des cérémonies liturgiques catholiques depuis 1699 jusqu'à aujourd'hui encore.
C'est en 1703 qu'il est décidé de bâtir à nouveau le château, cette fois-ci en style baroque, pour en faire une maison de plaisance et un château de chasse. Auguste lui-même surveille les plans et les travaux. Johann David Heinichen compose en 1719 la Serenata di Moritzburg qui est donnée en octobre après une chasse royale. Pöppelmann reprend les travaux entre 1723 et 1733.
Le parc est transformé autour de 1800, on restaure le petit château rococo de la faisanderie, dit Fasanenschlößchen, construit entre 1769 et 1782. Le prince Ernest-Henri de Saxe (1896-1971) en fait sa résidence principale entre 1933 et 1945, mais la famille de Saxe est expropriée à la fin de la guerre. Beaucoup de trésors artistiques disparaissent, ou sont transportés ailleurs par les troupes soviétiques, même ceux que l'on avait enterrés pour les sauver du pillage. Certains sont encore trouvés par des fouilles d'amateurs et donnés au musée.
Le château est aujourd'hui ouvert comme musée de l'art baroque avec des pièces consacrées au souvenir d'Auguste le Fort.
Le film "Trois Noisettes pour Cendrillon" de 1973 a été filmé en partie dans ce château.

## Galerie

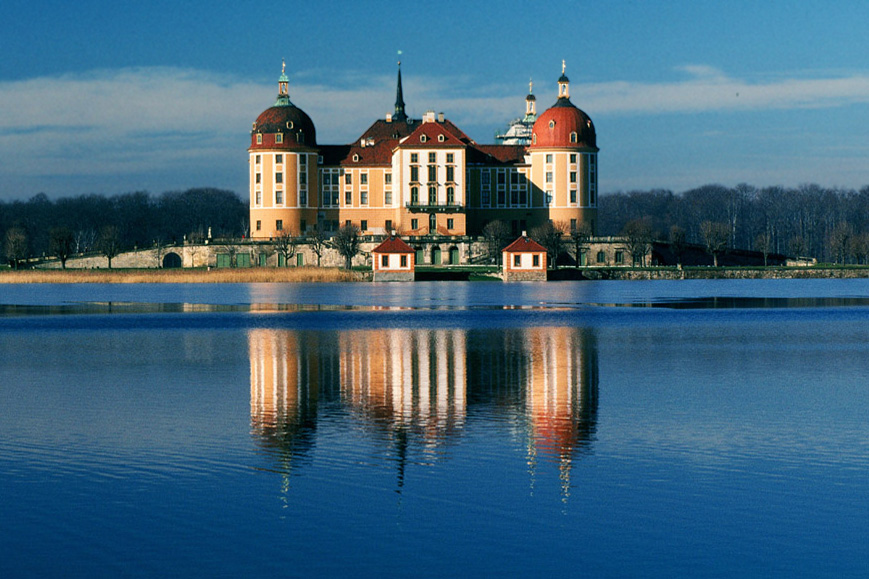
Vue du château côté est
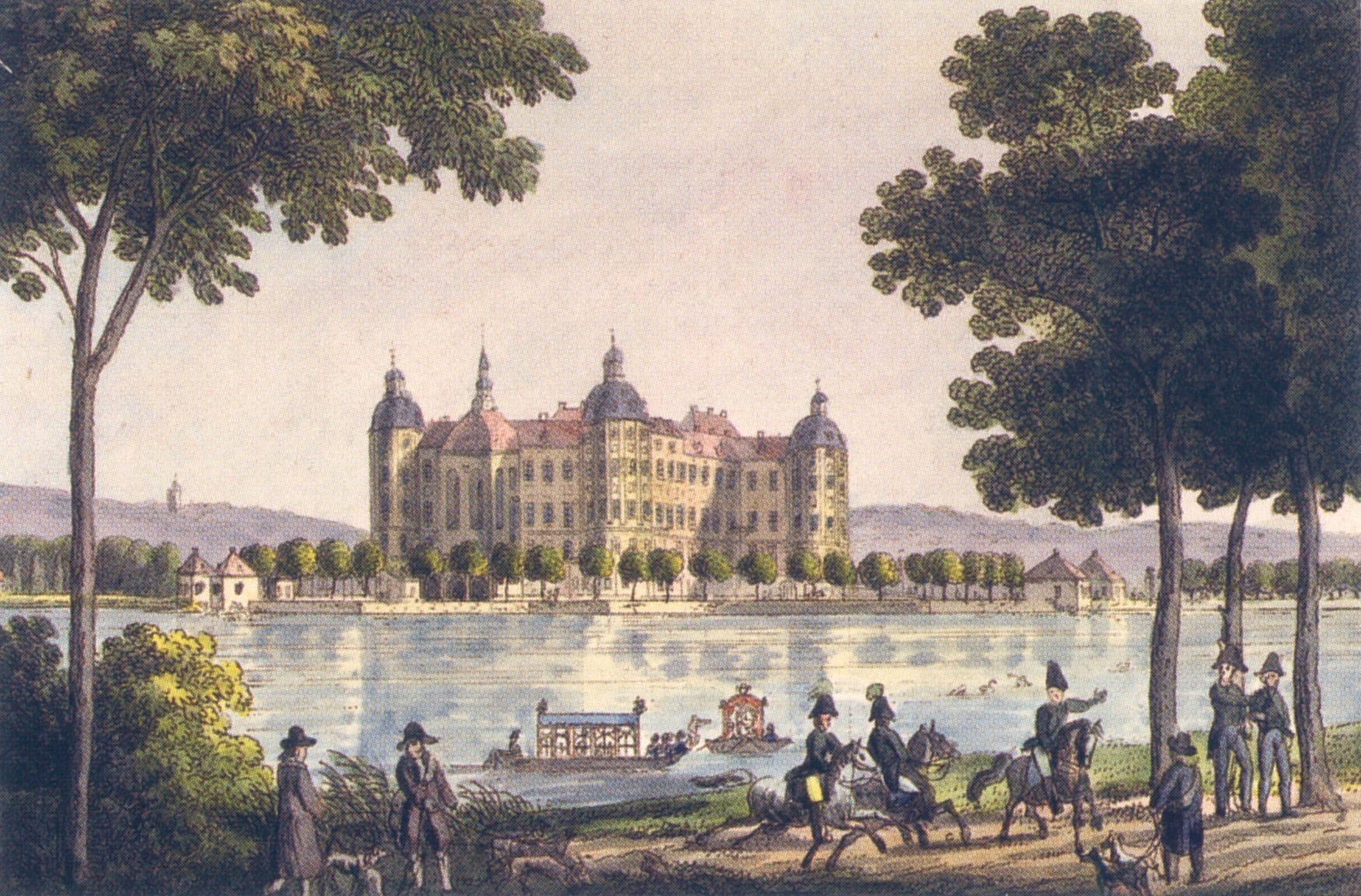
Le château vers 1800
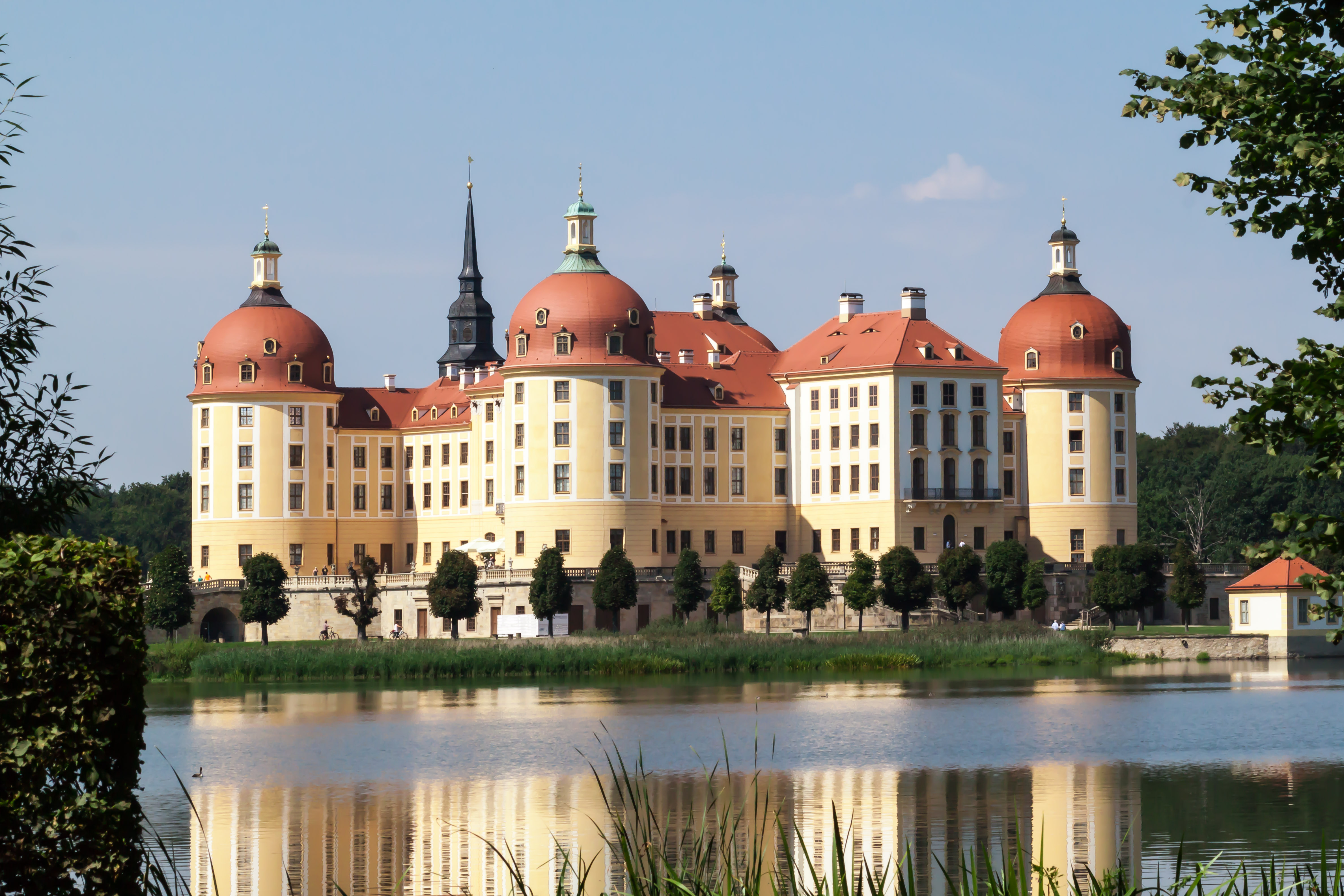
Vue du château en 2015
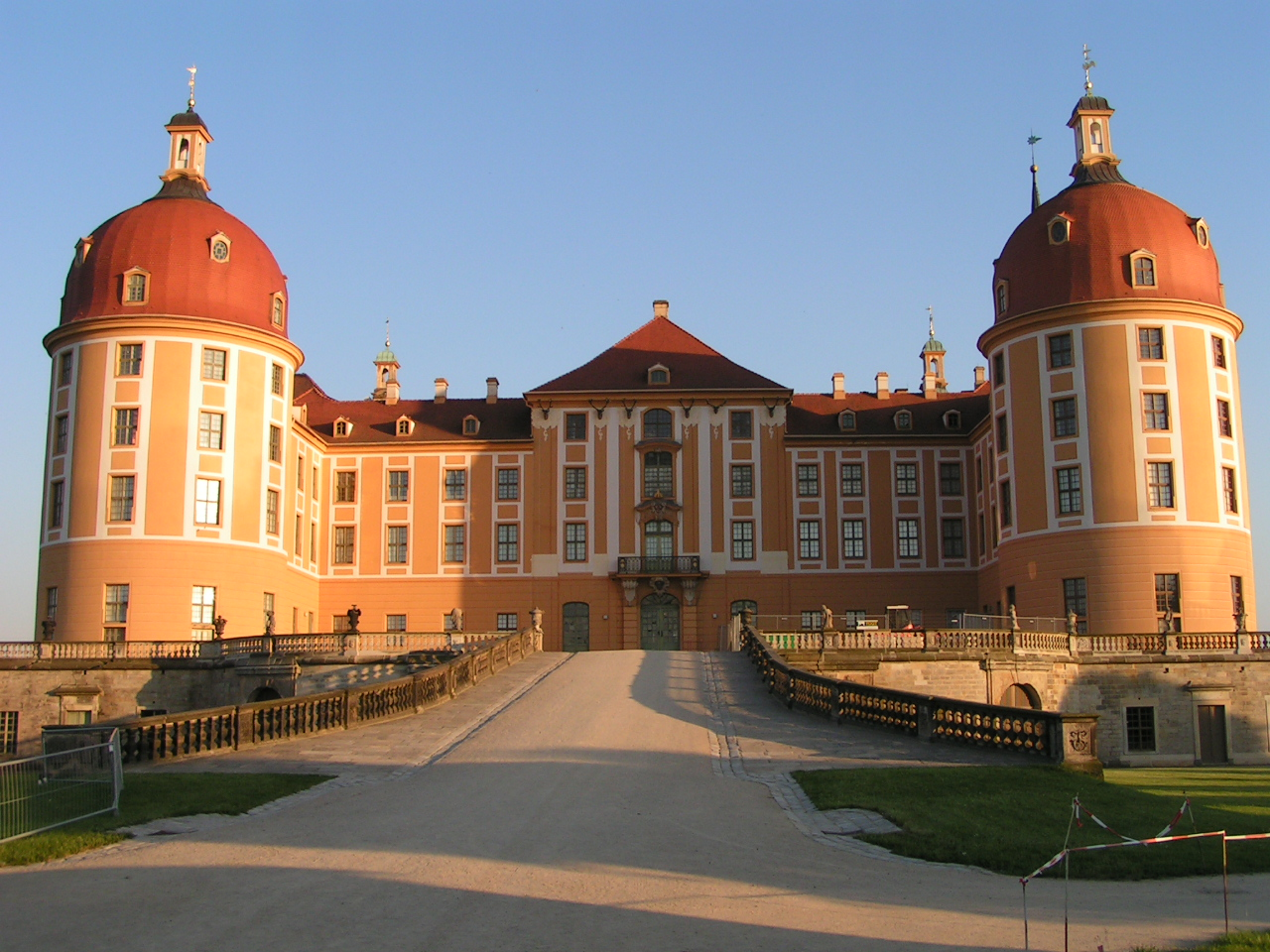
Façade d'honneur au soleil couchant

## Source
- (de) Cet article est partiellement ou en totalité issu de l’article de Wikipédia en allemand intitulé « Schloss Moritzburg (Sachsen) » (voir la liste des auteurs).